# Basílica de la Santa Cruz en Jerusalén
La Basílica de la Santa Cruz en Jerusalén (en latín: Basilica Sanctae Crucis in Hierusalem; en italiano: Basilica di Santa Croce in Gerusalemme) es una de las principales siete iglesias de Roma, que los peregrinos tenían que visitar a pie en un día. Fue construida en el lugar donde se encontraban los palacios de Helena de Constantinopla, la madre de Constantino I el Grande.
Según la tradición cristiana, la basílica fue consagrada hacia el año 325 para albergar las reliquias de la Pasión de Jesucristo traídas a Roma desde Tierra Santa por la emperatriz Helena, madre del emperador romano Constantino I. El suelo de la basílica se cubrió con tierra de Jerusalén, adquiriendo así el título de "en Jerusalén"; no está dedicada a la Santa Cruz de Jerusalén, pero la basílica se consideraba en cierto sentido como "en Jerusalén" (de forma muy similar a como hoy se considera extraterritorial a una embajada). Entre 1561 y 2011 fue la iglesia conventual de una abadía adyacente y ahora disuelta de monjes cistercienses cuya simplicidad estética influyó mucho en el interior de la basílica. La iglesia ahora está administrada directamente por la diócesis de Roma. El actual cardenal sacerdote del Titulus S. Crucis in Hierusalem es el cardenal español Juan José Omella.

## Historia

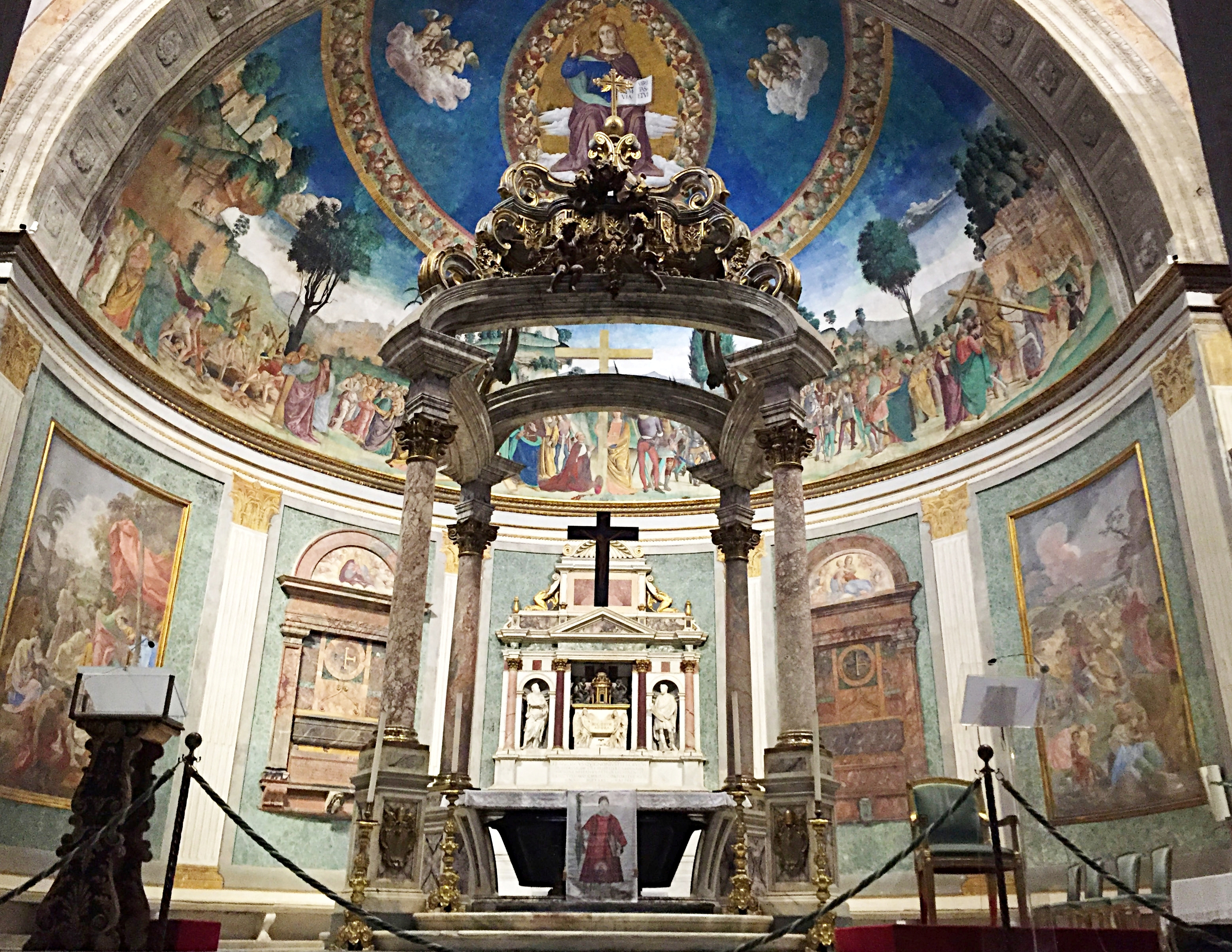
Altar mayor de la Basílica de la Santa Cruz de Jerusalén.

La iglesia se encuentra a menos de un kilómetro al este de la de Archibasílica de San Juan de Letrán. Fue construida en el lugar que ocupaba un palacio fechado en el siglo III, en el cual vivieron los últimos emperadores. Una sala de este edificio, de 21,8 m de largo y 36,5 m de ancho, fue adaptada en el 350 para la construcción de la iglesia.
Bajo el papado de Lucio II en el siglo XII, la iglesia fue restaurada y más tarde dotada de una torre, como demostración de poder. Durante el Renacimiento y el Barroco, se realizaron otras modificaciones, que desfiguraron completamente el aspecto original de la iglesia. La restauración barroca fue encargada por el papa Benedicto XIV a Domenico Gregorini y Pietro Passalacqua (1740-1758), autores de la fachada y atrio de forma ovalada, como una de las últimas derivaciones de la arquitectura de Borromini, antes del advenimiento del Neoclasicismo. Actualmente parte de los frescos originales del antiguo edificio se conservan en el Museo de la basílica.
A comienzos del siglo XII hasta el siglo XVI existía anexo a la iglesia un monasterio de la Orden de los Cartujos. 
Junto al convento y adosado a los muros del anfiteatro Castrense, el papa Sixto IV reconstruyó en 1476 el Oratorio de Santa Maria del Buon Aiuto, que originariamente estaba a medio camino entre las iglesias de la Santa Cruz y San Juan. El pueblo la denominó Santa Maria de Spazzolaria por el hecho de que el sacristán cobraba limosnas para la iglesia, costumbre que aún se mantiene.
La Basílica de la Santa Cruz (a menudo citada en la Edad Media, simplemente como de Jerusalén), fue declarada con el título presbiteral por el papa Gregorio I.
El 13 de marzo de 1910, la iglesia de Santa Cruz se instituyó como parroquia, creada por el papa Pío X.

## Obras de arte y reliquias

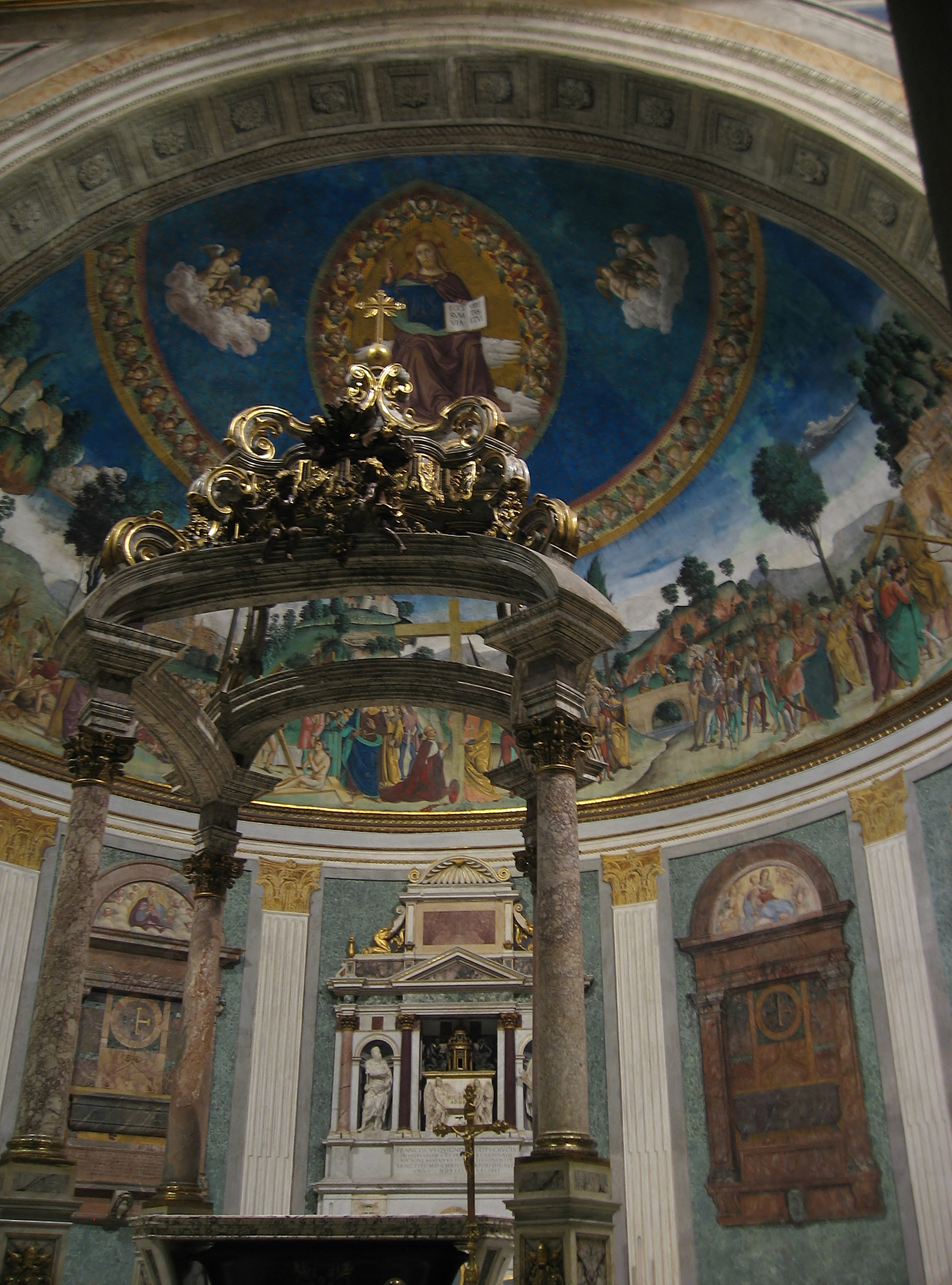
Interior de la Basílica de la Santa Cruz de Jerusalén.

La iglesia contiene reliquias tradicionalmente ligadas a la Crucifixión de Jesús. Entre estas se encuentran partes de la Vera Cruz, la cruz de uno de los dos ladrones, la esponja empapada en vinagre, la corona de espinas, clavos, y la inscripción del INRI. Estas reliquias, según la tradición, fueron traídas por santa Helena después de su viaje a Tierra Santa. Su autenticidad no es segura. Las reliquias se conservan en el santuario "de la Cruz", que se encuentra dentro de la sacristía de la basílica. Varios fragmentos más de la Cruz se conservan en iglesias de todo el mundo. De los cuatro clavos sagrados de la Crucifixión, los otros tres están, según la tradición, uno en la Corona de Hierro en Monza, uno suspendido sobre el altar mayor de la catedral de Milán y uno, de tradición más dudosa, en la catedral de Colle di Val d'Elsa, en la provincia de Siena.
En el interior de la iglesia se encuentra la capilla de Santa Elena, cuyo pavimento fue cubierto con tierra proveniente de Tierra Santa. Debido a esta circunstancia recibió la iglesia su nombre particular de Jerusalén.
Los peregrinos en la Edad Media consideraban a esta capilla no apta para el acceso a las mujeres, prohibición que también se aplicaba a la capilla del Sancta Sanctorum de los edificios de Letrán.
Durante un tiempo, en la capilla se conservaron tres paneles que constituían un retablo, ejecutado en 1601 por el pintor Peter Paul Rubens, recién llegado a Roma de Mantua, y encargado por el archiduque Alberto de Austria. Hoy en día, dos de estas pinturas, que representan a Santa Helena y la Vera-cruz y la Pasión de Cristo, se encuentran en la catedral de Nuestra Señora de Grasse, en Francia, mientras que se desconoce el paradero de la tercera, que representaba La ascensión a la cruz.
En el ábside se encuentran unos frescos con las leyendas de la Vera Cruz, atribuidos recientemente a Melozzo da Forlì, Antoniazzo Romano y Marco Palmesano. Especial atención merece también, el extraordinario mosaico realizado por Melozzo da Forli, que decora la bóveda de la capilla de Santa Elena. También cabe destacar el monumento funerario al cardenal español Francisco de Quiñones, realizado por Jacopo Sansovino en 1536, en elegante y sobrio estilo renacentista.
En una urna de basalto del altar mayor se conserva el cuerpo de San Cesáreo, diácono y mártir, y San Anastasio.
La reestructuración del siglo XVIII condujo a una renovación total del interior, que estaba decorado con tres pinturas de gran formato en la bóveda por el molfetés Corrado Giaquinto, uno de los artistas más celebrados de la época (1743).
Otro tesoro es un icono con forma de mosaico, del siglo XIV, conservado en la actualidad en el Museo de la Basílica y que, según la leyenda, fue encargado por el papa Gregorio I, después de tener una visión de Cristo. Sin embargo, se cree que el icono en realidad fue donado a la Basílica alrededor de 1385 por Raimondo Del Balzo Orsini. Está rodeado por un marco de madera, muy grande, que deja poco espacio para el icono.

## El huerto monástico

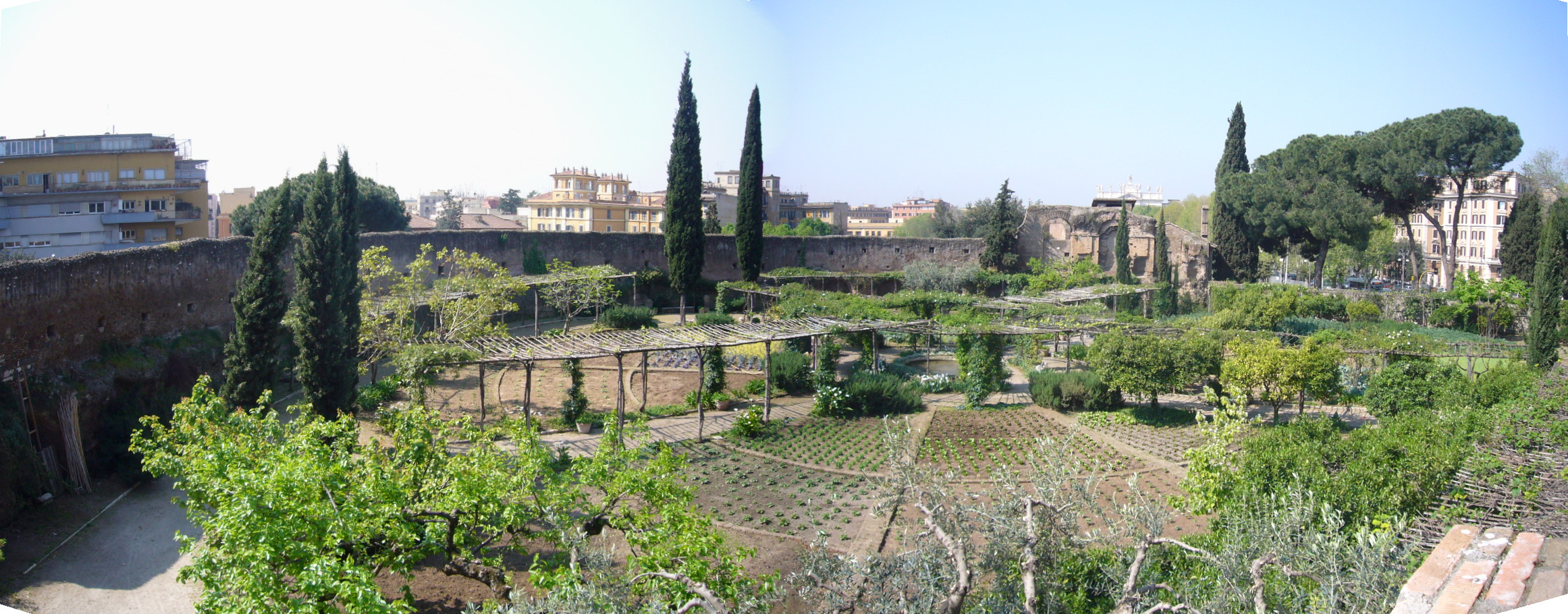
Vista del huerto monástico.

En el área del anfiteatro Castrense, durante siglos perteneciente a la basílica y a su monasterio, fue reconstruido y diseñado en el 2004 por el arquitecto Paul Pejrone, como huerta-jardín del monasterio, por iniciativa de los Amigos de Santa Cruz de Jerusalén. Los paseos circulares son los ejes principales que consisten en dos caminos perpendiculares bajo pérgolas, que se reúnen en el centro en un estanque.
Los cultivos están dispuestos de forma clara y ordenada, con verduras, hierbas aromáticas, frutales y flores, con un gran respeto por la tradición de los cultivos locales. La impresión general es de equilibrio y serenidad, tanto más sorprendente porque el sitio está en el centro de una zona de denso tráfico.